# شيلا باتلر
شيلا باتلر هي رسامة كندية، ولدت في 1938 في ليسبورت في الولايات المتحدة.